# Рутенийтулий
Рутенийтулий — бинарное неорганическое соединение
тулия и рутения
с формулой TmRu,
кристаллы.

## Получение
- Сплавление стехиометрических количеств чистых веществ:

{\displaystyle {\mathsf {Tm+Ru\ {\xrightarrow {T}}\ TmRu}}}

## Физические свойства
Рутенийтулий образует кристаллы
кубической сингонии, пространственная группа P m3m, параметры ячейки a = 0,3373 нм, Z = 1,
структура типа хлорида цезия CsCl
.